# Francisco Fernández de la Cueva (duca 1467)
Francisco Fernández de la Cueva (Cuéllar, 25 agosto 1467 – Cuéllar, 4 giugno 1526) è stato un nobile spagnolo.

## Biografia
Era il figlio di Beltrán de la Cueva, e della sua prima moglie, Mencía de Mendoza, figlia di Diego Hurtado de Mendoza.
Alla morte del padre gli successe al ducato, il 1 novembre 1492. I Re Cattolici confermarono i privilegi concessi a suo padre e anche a lui, nel 1499, che comprendeva il diritto di beneficiare di tutti i beni lasciati dai ebrei nelle città e nei luoghi della sua signoria dopo la loro espulsione dal regno e un terzo dei beni confiscati di ebrei e musulmani accusati di eresia.

## Matrimonio
Nel 1476 sposò Francisca Álvarez de Toledo, figlia di García Álvarez de Toledo y Carrillo. Ebbero nove figli:
- Beltrán de la Cueva (1478-1560);
- Fadrique de la Cueva;
- Luis de la Cueva (?-1541), sposò Juana Colón de Toledo, ebbero una figlia;
- María de la Cueva (1490-1566), sposò Juan Téllez Girón, ebbero cinque figli;
- Bartolomé de la Cueva (24 agosto 1499-30 giugno 1536);
- Pedro de la Cueva;
- Diego de la Cueva (?-1551), sposò María de Castilla, ebbero quattro figli;
- Mencía de la Cueva, sposò Pedro Fajardo, I marchese dei Vélez, ebbero un figlio;
- Teresa de la Cueva, sposò Fernando de Cabrera, ebbero due figli.

Ebbe una figlia, la cui madre non si conosce il nome:
- Ana de la Cueva, sposò suo zio Íñigo de la Cueva.